# 神奇寶貝劇場版：酋雷姆VS聖劍士 凱路迪歐
《酋雷姆VS聖劍士 凱路迪歐》，是神奇寶貝動畫的第十五部電影版、同時也是超級願望系列的第二部電影版。本作以「最強的龍與神秘的劍，前所未聞的戰鬥即將開始！」作為標語。
此外，本年度再次啟用短篇電影，主片長再度回歸至過往包含短片的模式。

## 劇情簡介
《酋雷姆VS聖劍士 凱路迪歐》故事描述小智與皮卡丘、艾莉絲、天桐一行人正搭乘火車前往洛祥的旅途中，在行經山區時發現一隻從未見過的神奇寶貝，但他卻受了傷一動也不動。其實他正是被稱為三位聖劍士的後繼者，夢幻的神奇寶貝‧凱路迪歐。就在此時，最強的龍系神奇寶貝酋雷姆突然來襲！面對能變換成焰白與闇黑兩種型態，並擁有壓倒性力量的酋雷姆，小智一行人千鈞一髮逃過酋雷姆的追擊。面對酋雷姆的窮追不捨，在行進列車與飛行船間發生戰鬥，他們能否戰勝這次的強大挑戰呢？

## 場景
清風車站、洛祥（大都市）、廢棄煉鐵廠。

## 登場人物
| 角色         | 配音員   | 配音員 | 配音員 |
| 角色         | 日本     | 香港   | 臺灣   |
| ------------ | -------- | ------ | ------ |
| 小智         | 松本梨香 | 吳小藝 | 汪世瑋 |
| 皮卡丘       | 大谷育江 |        |        |
| 艾莉絲       | 悠木碧   | 顧詠雪 | 林美秀 |
| 天桐         | 宮野真守 | 郭湛深 | 于正昇 |
| 鐵路便當店員 | ローラ   |        | 林沛笭 |
| 鐵路車站人員 | 三宅健太 |        | 符爽   |

### 神奇寶貝
- 幾何雪花：酋雷姆的護衛隊。

### 傳說神奇寶貝
- 勾帕路翁：聖劍士之一，聖劍士的領導者。（日本配音：山寺宏一，台灣配音：于正昇）
- 代拉基翁：聖劍士之一，力量最大的聖劍士。（日本配音：安元洋貴，台灣配音：符爽）
- 畢力吉翁：聖劍士之一，速度最快的聖劍士。（日本配音：本田貴子，台灣配音：詹雅菁）
- 凱路迪歐：聖劍士的繼承者，有「普通型態」和「覺悟型態」兩種型態，當學會「神秘之劍」後並可轉換為覺悟型態。（日本配音：中川翔子，台灣配音：龍顯蕙）
- 酋雷姆：三龍之一，號稱「最強之龍」，擁有凍結一切的寒冰能力，據說與雷希拉姆和捷克羅姆一同誕生，擁有牠們的力量，可轉換為「焰白」和「闇黑」兩種型態。（日本配音：高橋克実，台灣配音：陳幼文）

## 主題曲
| 曲別   | 曲名               | 作詞                                                                         | 作曲                                                                         | 編曲                                                                         | 歌               |
| ------ | ------------------ | ---------------------------------------------------------------------------- | ---------------------------------------------------------------------------- | ---------------------------------------------------------------------------- | ---------------- |
| 片頭曲 | 「」〈成為箭頭！〉 | 戶田昭吾                                                                     | 田中宏和                                                                     | 田中宏和                                                                     | 松本梨香         |
| 片尾曲 | 「Memories」       | Rola、Jeff Miyahara、岡嶋かな多、Martin Ankelius、Magnus Kaxe、Jeff Miyahara | Rola、Jeff Miyahara、岡嶋かな多、Martin Ankelius、Magnus Kaxe、Jeff Miyahara | Rola、Jeff Miyahara、岡嶋かな多、Martin Ankelius、Magnus Kaxe、Jeff Miyahara | Rola（環球影業） |

## 備註
本年度為台灣第一次跟進日本制度，配合預售票發送遊戲中的「幻之神奇寶貝」配佈，儘管因為無法每個電影院都配合，導致一般觀眾僅能憑預售票於電影上映的首要地區取得「凱路迪歐」配佈，而電影院現場配佈的「美洛耶塔」則必須參加台北地區的首映會才能限量取得，但仍是台灣繼2006年「神奇寶貝樂園（Poké Park）」以來再次引進的配佈活動。

## 副篇與相關作品
日本於本年再度同時上映短篇電影，並且採用同時期在TV版中與小智等人一同旅行的「幻之神奇寶貝」—美洛耶塔作為主角。
此外，於小學館雜誌Ciao（2012年8月號）上，還另外推出附錄DVD，收錄特別短篇OVA《唱歌美洛耶塔 尋找梨花果》（暫譯）（うたえメロエッタ リンカのみをさがせ），為本短篇電影的特別動畫。
同時上映 美洛耶塔的閃亮音樂會（メロエッタのキラキラリサイタル）   
- 日本英文名：Meloetta's Sparkling Recital
- 美國官方名：Meloetta's Moonlight Serenade
- 場景：
- 劇情簡介：
- 主要登場神奇寶貝：美洛耶塔

## 關聯項目
- 神奇寶貝動畫版
- 神奇寶貝動畫電影版

## 外部連結
- （日語）電影官網 （页面存档备份，存于）
- 互联网电影数据库（IMDb）上《神奇寶貝劇場版：酋雷姆VS聖劍士 凱路迪歐》的资料（英文）
- Yahoo奇摩電影上《神奇寶貝劇場版：酋雷姆VS聖劍士 凱路迪歐》的資料（繁體中文）
- 開眼電影網上《神奇寶貝劇場版：酋雷姆VS聖劍士 凱路迪歐》的資料（繁體中文）
- 时光网上《神奇寶貝劇場版：酋雷姆VS聖劍士 凱路迪歐》的資料（简体中文）
- 豆瓣电影上《神奇寶貝劇場版：酋雷姆VS聖劍士 凱路迪歐》的資料 （简体中文）